# Cucal de les Andaman
El cucal de les Andaman (Centropus andamanensis) és una espècie d'ocell de la família dels cucúlids (Cuculidae) que habita garrigues i vegetació secundària de les illes Coco i les Andaman.